# Джули Захра
Джули Ан Захра (на малтийски: Julie Ann Zahra) е малтийска политичка и певица, която представя Малта на конкурса за песен на „Евровизия“ в Истанбул, Турция, през май 2004 г. Като част от дуото Julie & Ludwig и неговата песен On Again... Off Again тя се класира за финала и става 12-а от 36 състезаващи се държави. Става говорителка на Малта за конкурса „Евровизия 2015“.

## Биография
Родена е на 25 март 1982 г. в Малта. Има класическо образование, като се занимава активно с музика от много малка. Участвала е в много местни и международни фестивали, телевизионни драматургии, музикални клипове и театри. Премества се в Обединеното кралство, за да се развива като певица и да продължи да учи класическо пеене. Завършва своята музикална степен в Тринити колежа в Лондон. В Обединеното кралство тя преподава в Академията за изпълнители в Нюкасълския колеж, като повече от година преподава музика и пеене в колежа „Вси светии“ в Нюкасъл ъпон Тайн. Преподава пеене в театрални училища „Дилижанс“, провежда семинари в училища около Бъкингамшър и Северен Лондон.
През 2012 г. пуска сингъл, озаглавен No one in Heaven, като продължава да издава записи. По-късно се завръща в Малта, където преподава музика в различни училища и училища за сценични изкуства. Заема се да свири на няколко места из острова, правейки рецитали и съвместни изпълнения с Малтийския филхармоничен оркестър. През 2017 г. тя става майка на момиче на име Нина Мей.

## Политическа дейност
През 2021 г. става ясно че Джули Захра ще се кандидатира от Националистическата партия за участие в предстоящите избори в Малта. На парламентарните избори през 2022 г. е избрана за депутат.